# Chenets de l'Algarde

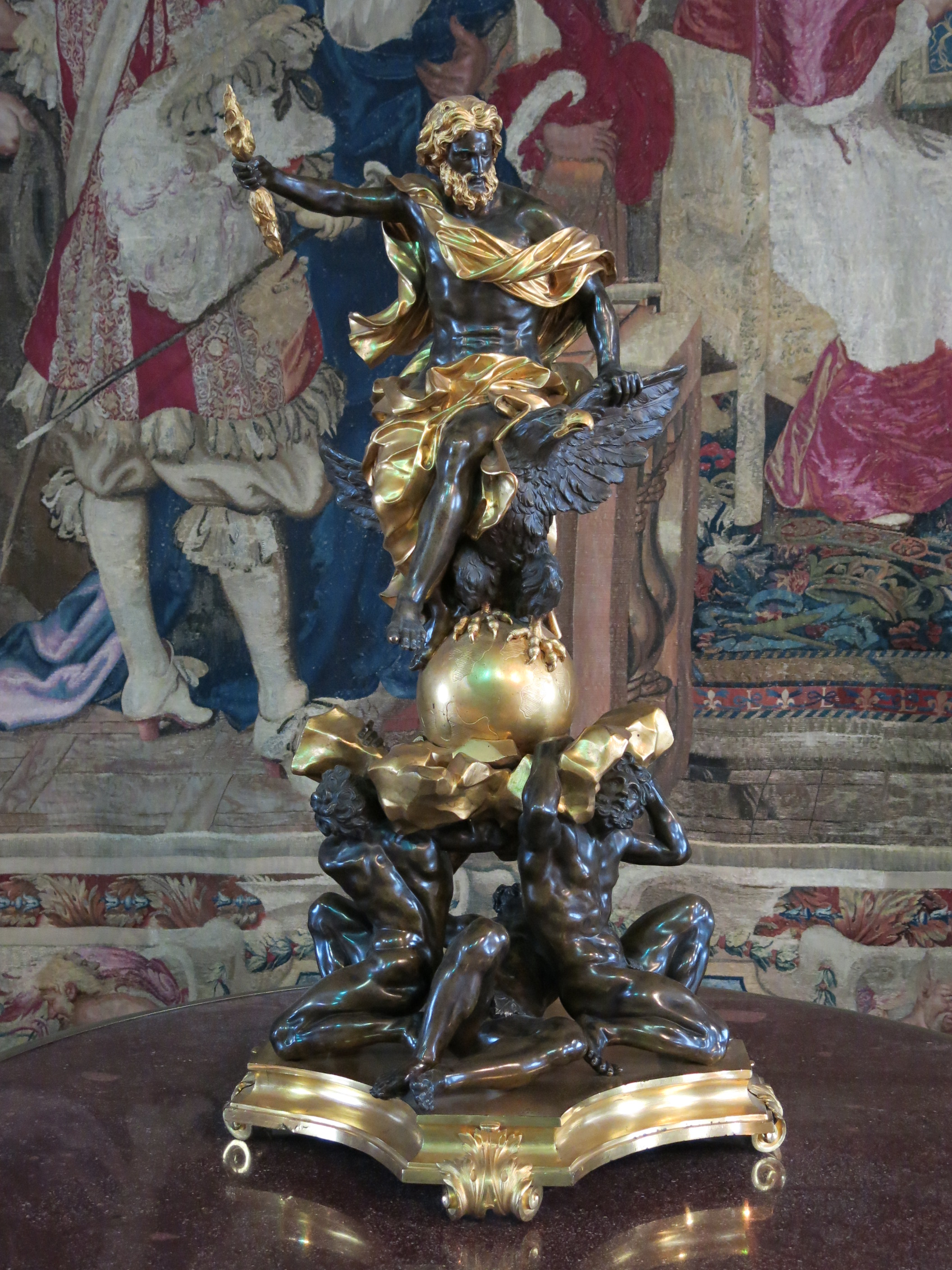
Jupiter tenant son foudre, musée du Louvre

Les chenets de l'Algarde sont deux groupes de bronze représentant « Jupiter tenant son foudre, assis sur un aigle posé sur le globe terrestre soutenu par trois Titans » et « Junon portée par les vents ». Les bronzes initiaux sont l'œuvre du sculpteur italien Alessandro Algardi, dit l'Alguarde (1595 ou 1598-1654) et devaient servir de chenets pour le roi d'Espagne.
Plusieurs fontes furent réalisées au cours du XVIIe et XVIIIe siècles pour différentes cours royales.

## Histoire
Vélasquez, lors de son ambassade en Italie en 1650, passe commande à l'Alguarde des chenets de bronze représentant les quatre éléments. Ils sont destinés au roi Philippe IV d'Espagne. La mythologie étant à la mode au XVIIe siècle, le sculpteur italien prévoit de réaliser Jupiter foudroyant les Titans pour symboliser le feu, Junon portée par les vents pour l'air, Neptune pour l'eau et Cybèle pour la terre. Il meurt en n'ayant achevé que les deux premiers et ce sont ses élèves qui réaliseront les deux derniers. Le roi d'Espagne ne s'en servit pas de chenets mais d'éléments décoratifs pour fontaine dans le jardin du palais royal d'Aranjuez. Leur notoriété fit que plusieurs fontes furent réalisées au cours des XVIIe et XVIIIe siècles. On connaît ainsi une douzaine de bronzes des deux premiers groupes, Jupiter et Junon.

## Le bronze de Louis XIV
Les groupes de Jupiter et Junon furent réalisés pour la décoration du château de Versailles et livré en 1684.  Louis XIV les fit installer dans des niches du salon Ovale. Ces bronzes sont considérés comme ayant été fondus en France à cause de la finesse de la chevelure, de l'aspect lisse et de la couleur jaune du métal. 
Louis XV s'en sépare, les offrant au marquis de Marigny, directeur des Bâtiments du roi qui les installe au château de Ménars. Sous la Révolution, en 1795, après la mort du marquis, ils viennent compléter les collections du Muséum puis, sous Bonaparte, rejoigne le château de Saint-Cloud où ils sont transformés pour servir de support à une pendule. Puis les deux groupes sont transférés au palais des Tuileries. Ils reçurent une dorure par Christofle en 1845.
Leur hauteur est de 1,12 m pour une base de 0,60 sur 0,60 m. Le groupe de Jupiter est aujourd'hui exposé au Louvre. On ignore ce qu'il est advenu du groupe de Junon.
Le Grand Dauphin aura également deux groupes similaires installés d'abord au château de Choisy puis en 1695 au château de Meudon.

## Exemplaires existants de chenets de l'Algarde
liste non exhaustive
- Une paire à la Wallace Collection (exemplaires du Grand Dauphin)[1]
- Un exemplaire au Louvre (groupe de Jupiter)
- Un exemplaire au Metropolitan Museum of Art de New York
- Un exemplaire au musée des beaux-arts de Springfield, dans le Massachusetts
- Un exemplaire au palais de Pavlovsk[1] à Saint-Pétersbourg